# 폐백
폐백(幣帛)은 신부가 처음으로 시부모나 그 밖의 시댁 어른들을 뵐 때 큰절을 하고 올리는 대추나 밤, 포 등을 말한다. 며느리의 절을 받은 시부모는 자식을 많이 낳으라는 뜻으로 대추와 밤을 던져준다.

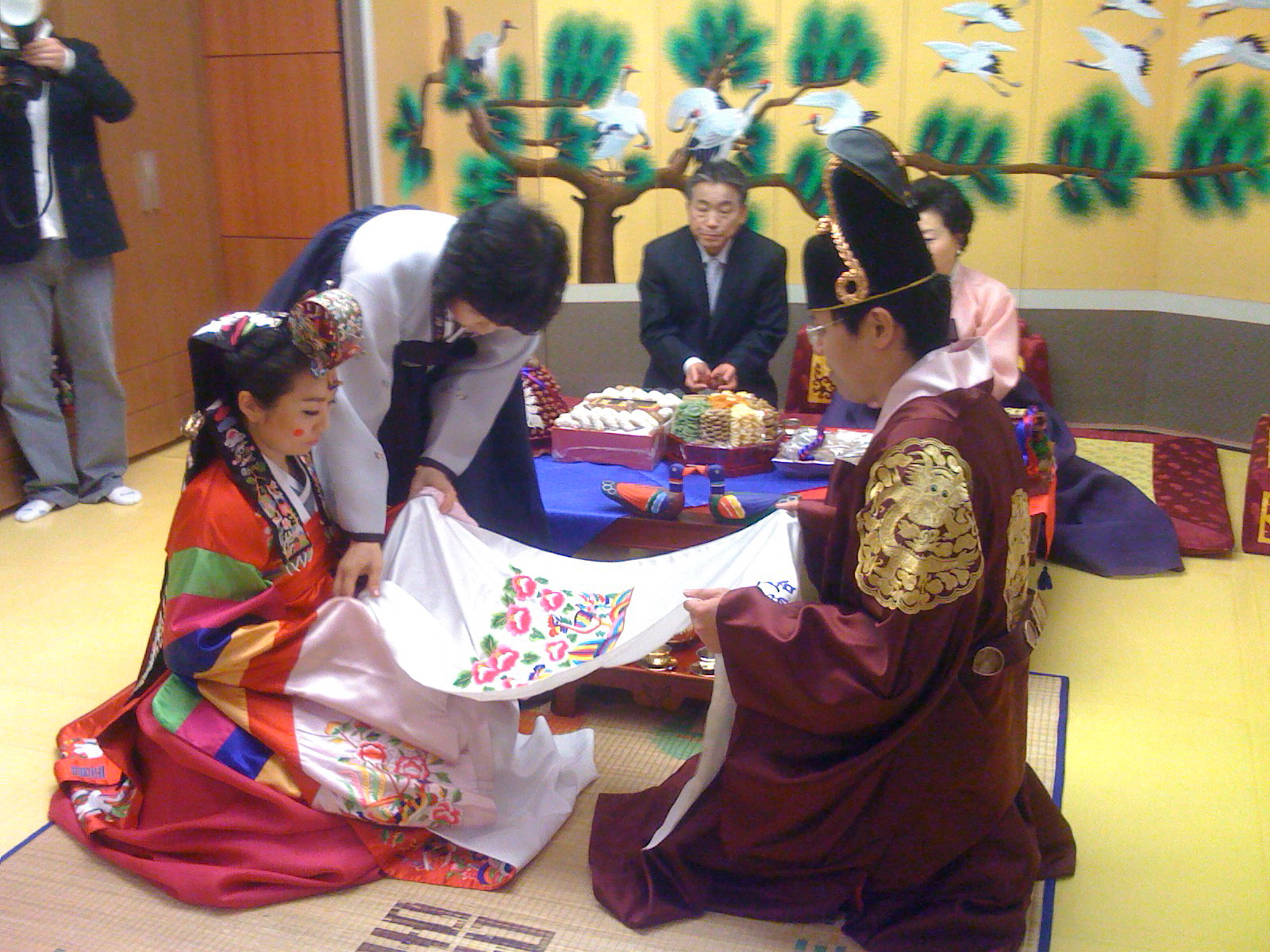
폐백드리는 모습 - 집안 식구들만 참석한다.

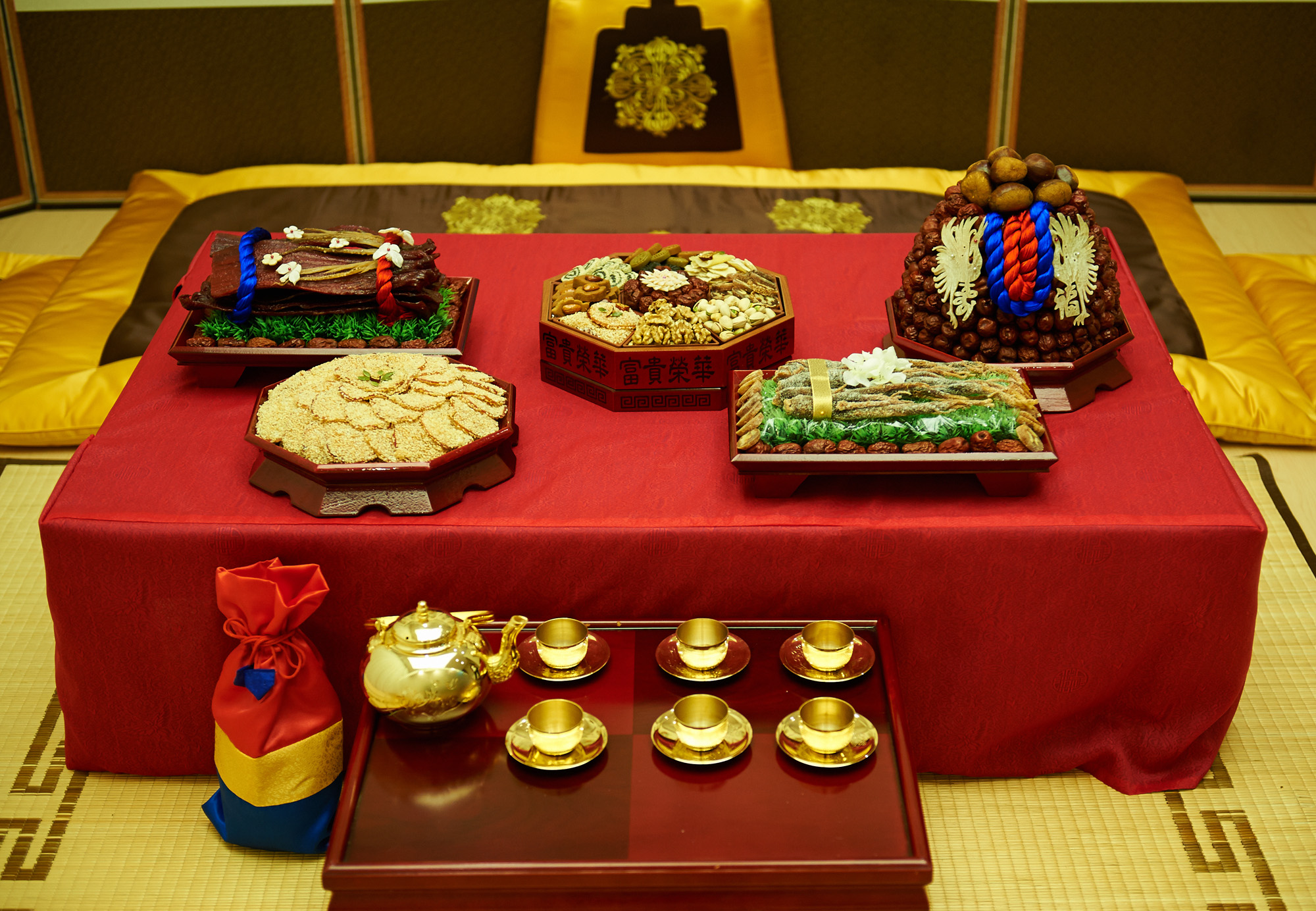
폐백상